# Cam Beck (River Ribble)
Der Cam Beck ist ein Wasserlauf in North Yorkshire, England. Er entsteht aus dem Zusammenfluss von Middle Gill, Red Sike, Grainings Gill und Tur Gill am nordöstlichen Rand des Cam Woodlands. Er fließt in südwestlicher Richtung und mündet von links in den River Ribble.